# Rock a Little
Rock a Little é o terceiro álbum de estúdio da cantora Stevie Nicks, lançado em 1985.
| Críticas profissionais                                                      | Críticas profissionais |
| Avaliações da crítica                                                       | Avaliações da crítica  |
| Fonte                                                                       | Avaliação              |
| --------------------------------------------------------------------------- | ---------------------- |
| allmusic                                                                    | [ 2 ]                  |
| Esta tabela precisa de ser acompanhada por texto em prosa. Consulte o guia. |                        |

## Faixas
Todas as faixas escritas por Stevie Nicks, exceto onde anotado.
1. "I Can't Wait" (Stevie Nicks, Rick Nowels, Eric Pressly) – 4:37
2. "Rock a Little (Go Ahead Lily)" – 3:39
3. "Sister Honey" (Nicks, Les Dudek) – 3:50
4. "I Sing for the Things" – 3:45
5. "Imperial Hotel" (Nicks, Mike Campbell) – 2:53
6. "Some Become Strangers" (David Williams, Amy Latelevision, Peter Rafelson) – 3:30
7. "Talk to Me" (Chas Sandford) – 4:10
8. "The Nightmare" (Stevie Nicks, Chris Nicks) – 5:23
9. "If I Were You" (Rick Nowels, Nicks) – 4:31
10. "No Spoken Word" – 4:14
11. "Has Anyone Ever Written Anything for You?" (Nicks, Keith Olsen) – 4:34

## Desempenho nas paradas musicais
| Parada musical (1985)          | Posição |
| ------------------------------ | ------- |
| Estados Unidos - Billboard 200 | 12      |